# بيجو 206
بيجو 206 هي سيارة صغيرة جدا، مصنعة من قبل صانعة السيارات الفرنسية بيجو منذ عام 1998 إلى عام 2004، بالإضافة إلى التصنيع المرخصة من قبل إيران خودرو منذ عام 2001.
تم إطلاقها رسميًا في سبتمبر 1998  في شكل هاتشباك، وتبعها كوبيه كابريوليه (206 CC) في سبتمبر 2000،  عربة ستيشن (206 SW) في سبتمبر 2001،  و a نسخة سيدان (206 SD) في سبتمبر 2005.
في نوفمبر 2006، أطلق المشروع الصيني المشترك Dongfeng Peugeot-Citroën نسخة مشتقة من بيجو 206 المعروفة باسم Citroën C2 ، ولكنها غير مرتبطة تقنيًا بنموذج السوق الأوروبية.
تم إطلاق نسختها المحسنة في البداية في أمريكا الجنوبية في سبتمبر 2008، وفي الصين في نوفمبر 2008، في طرازات هيكل هاتشباك، سيدان وستيشن واغن، والمعروفة باسم 207 Compact ، و 207 على التوالي. تم إطلاق هذا الإصدار لاحقًا في أوروبا في فبراير 2009، فقط في شكل هاتشباك وتم تسويقه على أنه 206+.
على الرغم من أن طراز 206 قد انتهى من الإنتاج في معظم الأسواق بحلول عام 2010، إلا أنه كان متاحًا في أوروبا باسم 206+ ، مع تصميم أمامي وخلفي يشبه بيجو 207، حتى عام 2013، بينما استمر في أمريكا الجنوبية في تقديمه بموجب 207 مدمج لوحة الاسم، حتى يناير 2017، علاوة على ذلك في الصين، تحت اللوحة 207 وكسيتروين C2.
يعد طراز 206 من طرازات بيجو الأكثر مبيعًا على الإطلاق حيث تم بيع 8,358,217 سيارة في عام 2012. حتى عام 2016، كانت بيجو 206 لا تزال ضمن أفضل 10 مبيعات للسيارات المستعملة في المملكة المتحدة مقارنة بالموديلات الجديدة الأخرى من العلامات التجارية الأخرى.

## البداية
في بدايات عام 1990، قررت بيجو عدم استبدال بيجو الشهيرة 205، بسبب أن السيارات الصغيرة لم تعد مربحة أو مجدية.بيجو اتبعت إستراتيجية فريدة من نوعها، وقررت أن الجديدة سوف تكون أصغر حجما لكن (بيجو 106 التي أطلقت في عام 1991) سوف تتخذ من المبيعات في نهاية أدنى من بيجو 205 في حين أن النماذج أدنى من بيجو 306 كالتي أطلقت في 1993 إلى استبدال بيجو 309، سوف تتخذ من المبيعات في النهاية أعلى من 205 و106 و 306 وأعلنت بيجو بأنه لا حاجة لاستبدال بيجو 205، ويمكن الاستغناء التدريجي عنها ببطء، في حين أن الزبائن الذين عادة تطلب 205 ستواصل لديهم الخيار إما مع سيارة أصغر أو أكبر.
لسوء الحظ، فإن هذه الإستراتيجية لم تنجح.. مع التخلص التدريجي من 205، منافس السيارات الصغيرة جداً مثل فورد فييستا وفولكس واجنو بولو وأوبل كورسا تابعت البيع جيدا، بل وزادت في شعبيتها، ودون منافسه مباشره لأن بيجو زادت خسائرها بسرعة في المبيعات وكان لابد من ظهور بيجو 206 في عام 1998 كبديل جاءت متأخرة بعض الشيء عن 205، مع النماذج التي يجري شراؤها من جانب مجموعة من المشاهير، مثل كارل تيرنر وجيمي بارتون.

على الرغم من أن اسم 206 يبدو تابعا مباشرة 205 فإن بينهم جيل من السيارات في 1990، بيجو 106 لعام 1991، وبيجو بيجو 306 في عام 1993 و406 لعام 1995.
و في نهاية المطاف ظهرت خليفتها بيجو 207 أطلقت في عام 2006 ولكن بيجو أعلنت عن نيتها للحفاظ على 206 في الإنتاج حتى عام 2010. اعتبارا من عام2008، وبعد عشر أعوم من عمر بيجو 206 أفضل السيارات مبيعا في كل الأزمان، ونهاية عام 2010 سيكون ايذانا بنهاية للجيل '06' من بيجو بعد ما يقرب من 20 عاما.
لأنها بنيت في فرنسا وإنجلترا وحتى نهاية عام 2006، عندما تم تحويل الإنتاج إلى سلوفاكيا. نهاية الإنتاج البريطاني تزامن مع إغلاق مصنع رايتن بيجو الذي سبق أن تولى عند شراء كرايسلر في القسم الأوروبي في عام 1979.

## التصميم
أكبر مع منافسه في المنزل من ستروين أن تستند إلى سيارات صغيرة جديدة مثل (ستروين ساكسو المشترك برنامجها مع 106) وبيجو المتقدمة كل جديد أمام بيجو 206.

## نظرة عامة

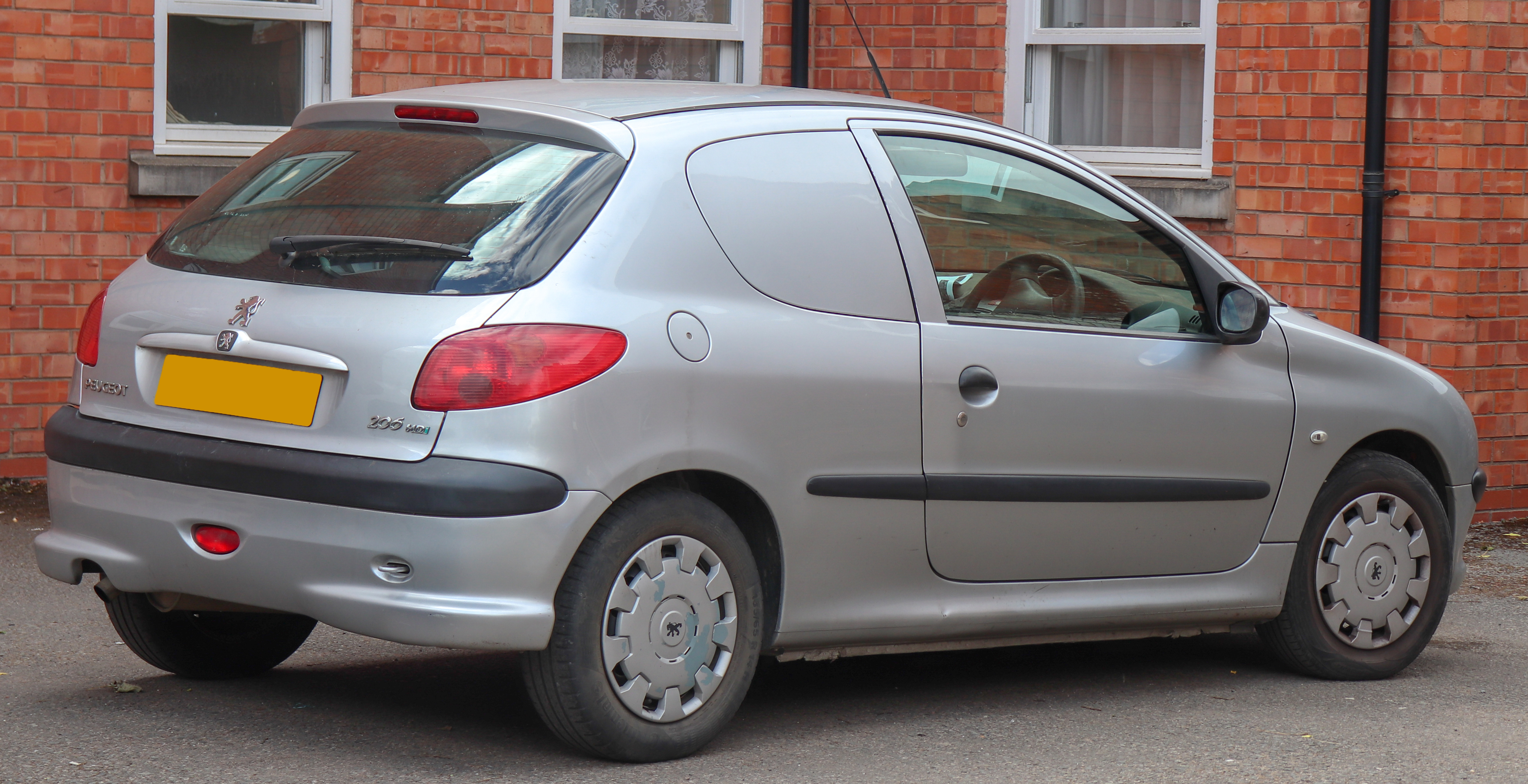
بيجو 206

كان في الأصل 206 أطلقت بوصفها هاتشباك مع محرك1.1 و 1.4 و1.6 لتر محركات البنزين و1.9 لتر محرك الديزل، وهي النسخة هادي مع السكك الحديدية المشتركة المقبلة في وقت لاحق. في عام 1999 ظهرت 2.0 لتر قادرة على 210 كم / ساعة (130 ميلا في الساعة)، وعام 2003 لضبط نسخة من المبادرة العالمية للتصنيف ووصف بيجو 206 روتردام، وأضيفت إلى هذه المجموعة. وصلت 0-100 كلم / ساعة (0-62 ميلا في الساعة) في13 ثانية وأنها وصلت إلى سرعة قصوى تبلغ 220 كلم / ساعة (140 ميلا في الساعة) مع 110 حصانا (90 كيلوواط). في عام 2001، تم إطلاق اثنين من أكثر الإصدارات من 206 - 206 (كوبيه مكشوفة) مع طي السقف الصلب و206 ستيشن. وهناك 4 باب سيدان النسخة التي صنعتها إيران خودرو، تم كشف النقاب عنها في أواخر العام 2005، وكان متوفرة في إيران، شمال أفريقيا، الصين، روسية، بلغارية.
في عام 2009-2010 ظهرت + 206 اكتر جمالا باكياس airbag وهي من الداخل والواجهة الامامية كسيارة بيجو 207.

## السلامة
في التجارب EuroNCAP تحطم الطائرة، كانت 206 (مع أكياس هواء أمامية مزدوجة وهناك وسائد هوائية جانبية) حصلت على تقييم مباشر 11 / 16 وعلى تقدير الجانب 14 / 16 ليصبح المجموع من 4 / 5 نجوم.

### المحركات

#### محركات البنزين
- 1.0 لتر (999 سم مكعب) D4D I4 16 فولت، 70 حصان متري (51 كـو؛ 69 حصان)
- 1.1 لام (1124 سم مكعب) TU1JP I4 ، 60 حصان متري (44 كـو؛ 59 حصان)
- 1.4 لام (1360 سم مكعب) TU3JP 8v I4 ، 75 حصان متري (55 كـو؛ 74 حصان)
- 1.4 لام (1360 سم مكعب) ET3J4 16v I4 ، 88 حصان متري (65 كـو؛ 87 حصان)
- 1.6 إل (1587 سم مكعب) TU5JP 8v I4 ، 88 حصان متري (65 كـو؛ 87 حصان)
- 1.6 إل (1587 سم مكعب) TU5JP4 16v I4 ، 109 حصان متري (80 كـو؛ 108 حصان)
- 2.0 إل (1997 سم مكعب) EW10J4 16v I4 ، 140 حصان متري (103 كـو؛ 138 حصان)
- 2.0 إل (1997 سم مكعب) EW10J4S 16v I4 ، 177 حصان متري (130 كـو؛ 175 حصان)

#### محركات الديزل
- 1.4 لام (1398 سم مكعب) DV4 HDi ديزل I4 ، 68 حصان متري (50 كـو؛ 67 حصان)
- 1.9 لام (1868 سم مكعب) DW8 ديزل I4 ، 71 حصان متري (52 كـو؛ 70 حصان)
- 1.6 لام (1560 سم مكعب) DV6 HDi HDi 16v I4 ، 109 حصان متري (80 كـو؛ 108 حصان)
- 2.0 إل (1997 سم مكعب) DW10 HDi I4 ، 90 حصان متري (66 كـو؛ 89 حصان)

### الجوائز
- «أجمل سيارة لعام 1998»، مهرجان السيارات الدولي، 1998.[9]
- «أفضل سيارة صغيرة تعمل بالبنزين» و «أفضل سيارة صغيرة تعمل بالديزل» ، جوائز Fleet Excellence ، 2001 [10]
- «أفضل سيارة مكشوفة» (بيجو 206 سي سي)، أي سيارة؟ الجوائز، 2001.[11]
- «أفضل سيارة سوبرميني مستعملة» ، أي سيارة؟ مجلة، 2001.[12]
- «سيارة العرض» (بيجو 206 سي سي)، المعرض الدولي البريطاني للسيارات، 2000.[13]
- «السيارة الأكثر مبيعاً في أوروبا 2001-2003».[14]